# Ребекка (фильм, 2008)
Ребекка (итал. Rebecca, la prima moglie / Ребекка, его первая жена) — итальянский телевизионный мини-сериал 2008 года режиссёра Риккардо Милани. Снят по мотивам одноимённого романа 1938 года Дафны Дюморье, впервые экранизированного в 1940 году и сразу завоевавшего популярность.
Алессио Бони исполняет роль Максима де Винтера, а Кристиана Капотонди — наивную английскую девушку Дженнифер. С ними также снялись Омеро Антонутти (англ. Omero Antonutti) и Марианджела Мелато (персонаж злой миссис Дэнверс).

## Описание сюжета
В Монте-Карло молодая компаньонка Дженнифер знакомится с английским дворянином Максимом де Винтером. Недавно он овдовел и пытался покончить с собой от боли из-за потери своей первой жены, Ребекки.
После красивого медового месяца они приезжают в особняк Мэндерли, на протяжении веков служащий резиденцией де Винтеров. Там новая миссис де Винтер узнаёт рассказы о Ребекке, которую все помнят как «звезду, спортсменку и просто красавицу», обожавшую своего мужа. Частые перепады настроения Максима и мрачное присутствие экономки миссис Дэнверс, скорбящей об умершей больше всех, только увеличивают дискомфорт Дженнифер, которая, воспользовавшись отсутствием мужа, входит в комнаты Ребекки — они поддерживаются экономкой в идеальном состоянии. После того, как та застаёт её там, девушка пугается и убегает из этих полных тайн комнат. По дороге она теряет равновесие, скатываясь по широкой лестнице замка, и лишается чувств.
Муж возвращается из Лондона, и Дженнифер, вдохновлённая его присутствием, приходит снова в хорошее расположение духа, хотя и не говорит ему ничего о своём противостоянии с миссис Дэнверс. Хотя между женщинами по-прежнему нет никакого понимания, Дженнифер не осознаёт подстроенную ей ловушку: Дэнверс обманывает её, используя любовь той к Максиму. Ничего не подозревающая девушка выходит во время танцев в бальный зал Мэндерли в костюме (по подсказке экономки), который надевала Ребекка как раз незадолго до своей гибели во время шторма. Де Винтер покидает зал, и гости разъезжаются по домам. Несчастная расстроена, но сталкивается с миссис Дэнверс, и, полные взаимной ненависти и ярости, они борются у края перил, где пытаются сбросить друг друга вниз. Дженнифер уже выбивается из сил, когда от залива раздаётся тревожная сирена: терпящий кораблекрушение корабль призывает на помощь всех обитателей поместья.
Дженнифер следует за мужем, и они одними из первых прибывают на тот же участок побережья, где умерла Ребекка. Но в ту ночь яхта, с которой покойница была выброшена на берег, исчезла в море. Максим сообщает жене, что Ребекка была неверна ему, и он убил её. Теперь против него есть доказательства, и Джек Фавелл, кузен Ребекки, пытается обвинить Максима. К счастью, Дженнифер едет к доктору, о котором узнаёт из ежедневника предшественницы. Тот рассказывает о последней стадии рака, которым болела Ребекка. Становится ясно, что первая жена специально спровоцировала Максима на убийство, которое он скрыл, выставив всё как несчастный случай. Таким образом, у Фавелла нет возможности его обвинить, и он свободен от подозрений.
В финале Дэнверс, не желающая отпускать прошлое, сжигает поместье.

## В ролях
- Алессио Бони — Максим де Винтер
- Кристиана Капотонди — Дженнифер де Винтер, вторая жена Максима
- Марианджела Мелато — миссис Дэнверс, экономка в поместье Мэндерли
- Омеро Антонутти — Эндрю
- Адальберто Мария Мерли — полковник Джулиан
- Валентина Сперли — Беатрис, сестра Максима
- Эмануэла Гримальда — миссис Ван Хоппер
- Томас Арана — Джек Фавелл
- Роберто Де Франческо — Жиль, муж Беатрис
- Фредерика Де Кола — Элис
- Флавио Пистилли — Роберт
- Джиджо Морра — судья Хорридж
- Изабелла Бриганти — Ребекка де Винтер, первая жена Максима

## Интересные факты

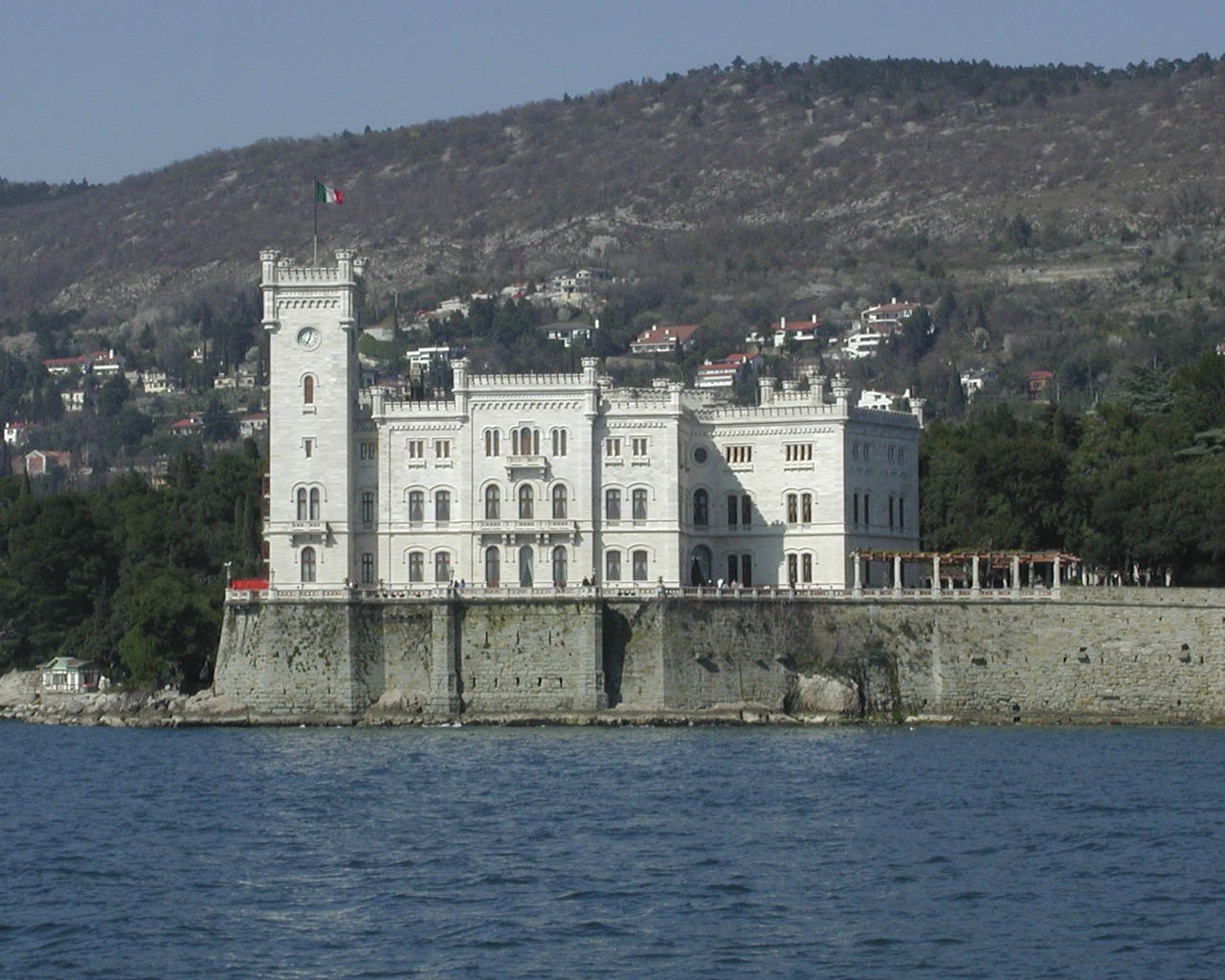
Замок Мирамаре.

- Картина является ремейком фильма «Ребекка» 1940 года Альфреда Хичкока, также снятого по сюжету романа Дафны Дюморье.
- Несмотря на сцены Монте-Карло и Англии, фильм целиком снят в итальянском Триесте. Резиденция де Винтеров, Мандерли, является ничем иным как замком Мирамаре.
- Для возможности выхода фильма в телеэфир Капотонди отказалась от места в списках от демократической партии в городской совет Рима.[1]
- Во время съёмок сцены пожара Марианджела Мелато рисковала своей жизнью из-за дыма, так как находясь в нём могла потерять сознание.[2]
- Персонаж Ребекки (лицо которое ни разу не показывалось) в чёрно-белых кадрах воспоминаний играет актриса Изабелла Бриганти.
- В оригинальном произведении имя главной героини не раскрывается и она всегда известна лишь как миссис Винтер. В этом фильме без объяснений ей было дано имя Дженнифер.

## Просмотры
При выходе в эфир первую серию просмотрело 6 800 000 телезрителей.
Аудитория второй серии составила 8 560 000 зрителей.